# حكومة مصطفى الكعاك
حكومة مصطفى الكعاك هي حكومة تونسية ترأسها مصطفى الكعاك. تكونت هذه الحكومة بعد قدوم المقيم العام الفرنسي الجديد جان مونس والذي كانت مهمته الأساسية القيام بإصلاحات جوهرية في البلاد.

## الأعضاء
| الصورة                         | الوزارة                            | الاسم                            |
| الوزير الأكبر                  | الوزير الأكبر                      | الوزير الأكبر                    |
| ------------------------------ | ---------------------------------- | -------------------------------- |
|                                | الوزير الأكبر                      | مصطفى الكعاك                     |
| الوزراء التونسيون              |                                    |                                  |
|                                | وزير الصحة العمومية                | علي بوحاجب                       |
|                                | وزير العمل والشؤون الاجتماعية      | علي العذاري                      |
|                                | وزير التجارة والصناعات التقليدية   | محمد الصالح مزالي                |
|                                | وزير الفلاحة                       | عبد القادر بلخوجة                |
|                                | وزير العدل                         | محمد عبد العزيز جعيط             |
| الوزراء الفرنسيون              |                                    |                                  |
|                                | الكاتب العام                       | رونيه بروييه                     |
|                                | نائب الكاتب العام                  | رونية روديار                     |
|                                | وزير الدفاع عن الأراضي             | ريمون دوفال                      |
|                                | مدير المالية                       | هنري كولمان (حتى 25 نوفمبر 1947) |
| إوجان مول (منذ 25 نوفمبر 1947) | مدير المالية                       |                                  |
|                                | مدير الأشغال العامة                | جان لوي بونينفان                 |
|                                | مدير التعليم العام والفنون الجميلة | جورج غاستون (حتى 16 أكتوبر 1948) |
| لوسيان بي (منذ 16 أكتوبر 1948) | مدير التعليم العام والفنون الجميلة |                                  |

وجود المقيم العام، يضمن هيمنة التصويت الفرنسي.